# PlantUML
PlantUML es una herramienta de software para crear diagramas a partir de texto simple. Soporta la creación de diagramas UML y otros formatos como Mapa mental, ArchiMate, Diagrama de bloques, BPMN, Diagrama de Gantt y otros.